# كدمة المحاورة

تعديل مصدري - تعديل

كدمة المحاورة هي إحدى قرى عزلة جعار بمديرية خنفر التابعة لمحافظة أبين، بلغ تعداد سكانها 27 نسمة حسب تعداد اليمن لعام 2004.